# 1390 Abastumani
Abastumani (asteróide 1390) é um asteróide da cintura principal com um diâmetro de 101,58 quilómetros, a 3,3458696 UA. Possui uma excentricidade de 0,026403 e um período orbital de 2 326,96 dias (6,37 anos).
Abastumani tem uma velocidade orbital média de 16,06674335 km/s e uma inclinação de 19,98083º.
Esse asteróide foi descoberto em 3 de Outubro de 1935 por Pelageja Shajn.